# Eusynstyela tincta
Eusynstyela tincta is een zakpijpensoort uit de familie van de Styelidae. De wetenschappelijke naam van de soort is, als Michaelsenia tincta, voor het eerst geldig gepubliceerd in 1902 door Van Name.